# Občina Pivka
Občina Pivka je ena od občin v Republiki Sloveniji. s središčem v Pivki. Ima okoli 6.200 prebivalcev (2020). Nastala je z osamosvojitvijo od Občine Postojna.

## Naselja v občini
Buje, Dolnja Košana, Drskovče, Čepno, Gornja Košana, Gradec, Juršče, Kal, Klenik, Mala Pristava, Nadanje selo, Narin, Neverke, Nova Sušica, Palčje, Parje, Petelinje, Pivka, Ribnica, Selce, Slovenska vas, Stara Sušica, Suhorje, Šilentabor, Šmihel, Trnje, Velika Pristava, Volče, Zagorje, Hrastje